# Санлис
Санлис (фр. Senlis) — город на севере Франции, регион О-де-Франс, департамент Уаза, округ Санлис, кантон Санлис. Расположен в 51 км к юго-востоку от Бове и в 44 км к северо-востоку от Парижа, в 2 км от автомагистрали А1 "Север", в лесистой местности на реке Нонетт — притоке Уазы. 
Население (2018) — 14 891 человек.

## История
Как и многие другие города Франции, Санлис назван именем обитавшего здесь в античности племени галлов. Римляне называли это поселение Civitas Silvanectium. В 987 году в санлисском лесу упал с лошади и разбился насмерть последний король из Каролингов, Людовик V. Адальберон Реймский созвал в Санлисе совет баронов, которые нарекли новым королём владельца Санлиса по имени Гуго Капет. Так Санлис стал частью королевского домена.
В мае 1493 года здесь был подписан Санлисский договор между императором Священной Римской империи Максимилианом I и королём Франции Карлом VIII, в соответствии с которым между ними были разделены владения угасшей бургундской линии династии Валуа.

## Достопримечательности
Санлис богат памятниками старины. К их числу относятся:
- Кафедральный собор Нотр-Дам — яркий образец французской готики, с 78-метровым шпилем XIII века. Собор, заложенный в 1155 году, достраивался уже в разгар эпохи Возрождения
- Руины королевского дворца
- Аббатство Сен-Винсент XII—XVII веков, сочетание романского стиля и барокко
- Церковь Святого Петра — сочетание романского стиля, готики и Ренессанса
- Церковь Святого Фрамбура XII—XIII веков в готическом стиле
- Сохранившиеся части городских стен галло-римского периода и средневековые укрепления
- Музей искусства и археологии в бывшем дворце епископа
- Музей охоты
- Многочисленные особняки в стиле Ренессанса

## Экономика
В Санлисе расположены предприятия нескольких крупных компаний, в том числе: Electrolux (производство бытовой техники), ArcelorMittal (производство стали), Keolis (транспорт), Valfrance (производствол сельскохозяйственной продукции)
Структура занятости населения:
- сельское хозяйство — 0,9 %
- промышленность — 7,4 %
- строительство — 3,3 %
- торговля, транспорт и сфера услуг — 51,6 %
- государственные и муниципальные службы — 36,8 %

Уровень безработицы (2017) — 11,1 % (Франция в целом — 13,4 %, департамент Уаза — 13,8 %). 

Среднегодовой доход на 1 человека, евро (2018) — 25 800 (Франция в целом — 21 730, департамент Уаза — 22 150).

## Демография
Динамика численности населения, чел.

## Администрация
Пост мэра Санлиса с 2013 года занимает Паскаль Луазлёр (Pascale Loiseleur). На муниципальных выборах 2020 года возглавляемый им правый список победил в 1-м туре, получив 54,60 % голосов.
| Период | Период | Фамилия            | Партия                                                       | Примечания                 |
| ------ | ------ | ------------------ | ------------------------------------------------------------ | -------------------------- |
| 1974   | 2008   | Артур Деэн         | Объединение в поддержку Республики Союз за народное движение | эксперт-бухгалтер          |
| 2008   | 2010   | Жан-Кристоф Кантер | Союз за народное движение                                    | владелец печатного издания |
| 2011   |        | Паскаль Луазлёр    | Разные правые                                                |                            |

## Города-побратимы
- Лангенфельд, Германия
- Монтале, Италия
- Нью-Ричмонд, Канада
- Киев (Печерск), Украина

## Знаменитые уроженцы
- Антуан Боме (1728-1804), химик
- Шарль де Лавалетт (1806-1881), дипломат времён второй империи, министр иностранных дел Франции
- Тома Кутюр (1815-1879), известный художник-академист
- Амедей Ке де Сент-Эмур (1843-1920), учёный-лингвист
- Клер Ким (1975), актриса и певица
- Грегуар (1979), композитор, автор и исполнитель песен
- Бернар Казнёв (1963), премьер-министр Франции, экс-глава МВД Франции

## Анна Ярославна
В 2005 году в городе Санлис установлен памятник Анне Киевской - дочь Ярослава Мудрого, 19 мая 1051 она вышла замуж за французского короля Генриха I и стала королевой Франции. Принимала активное участие в управлении королевством, что было отмечено римским папой Николаем II. Её старший сын Филипп I наследовал трон отца.
В 1060 году, после смерти Генриха I, Анна переселилась в замок Санлис, в 40 км от Парижа. Здесь ею был основаны женский монастырь и церковь.  

## Галерея

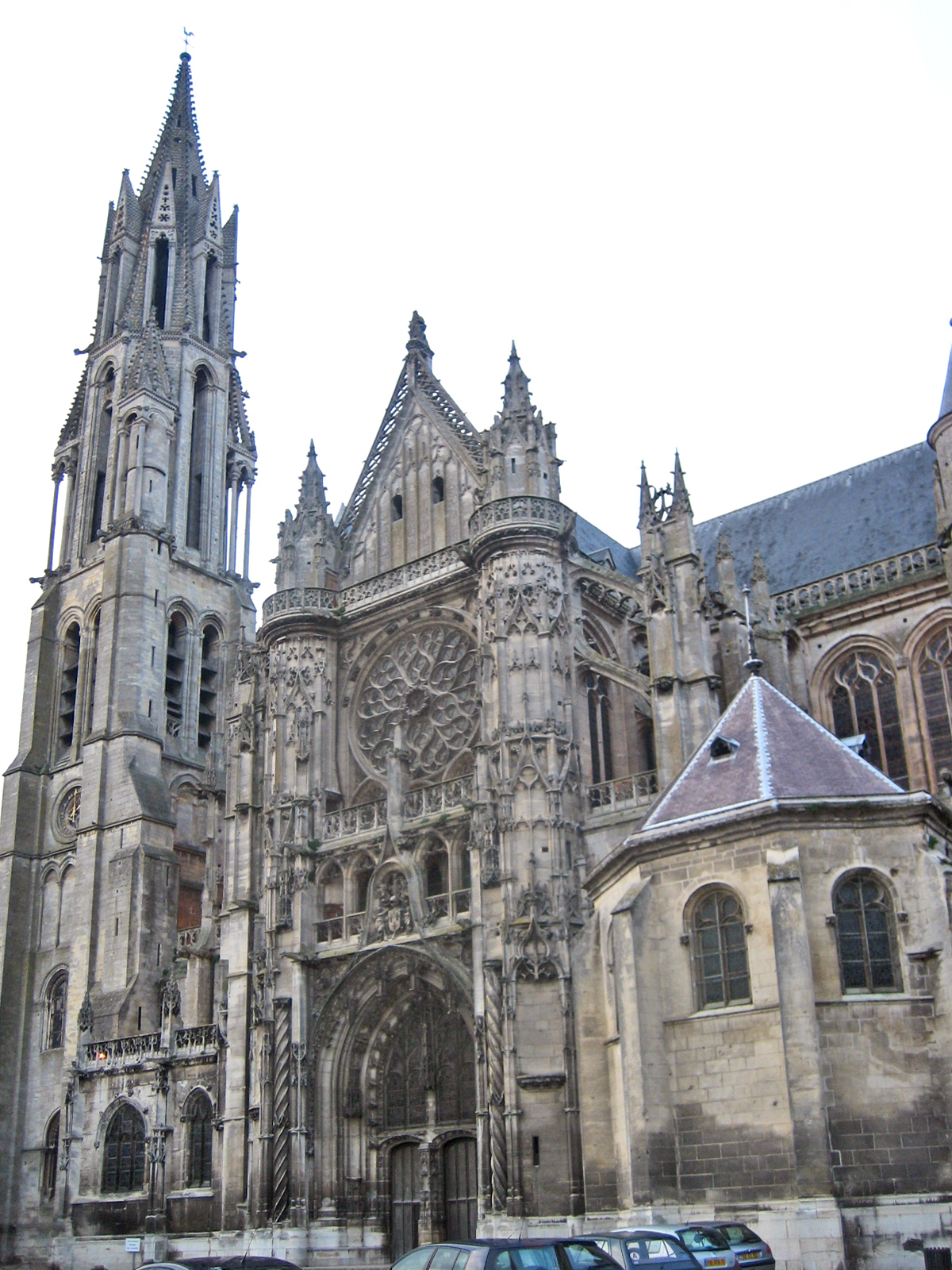
Кафедральный собор Нотр-Дам
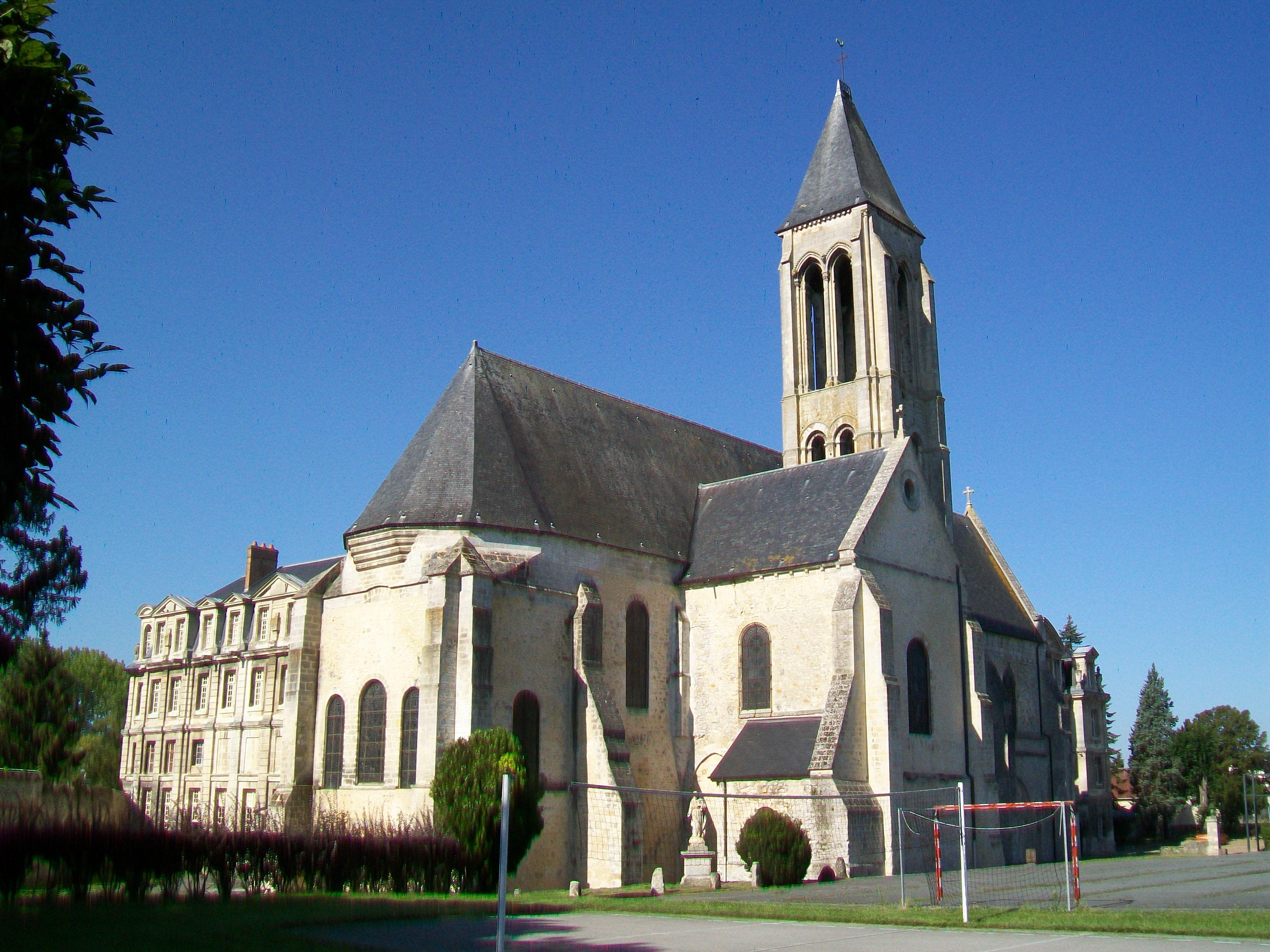
Аббатство Сен-Винсент
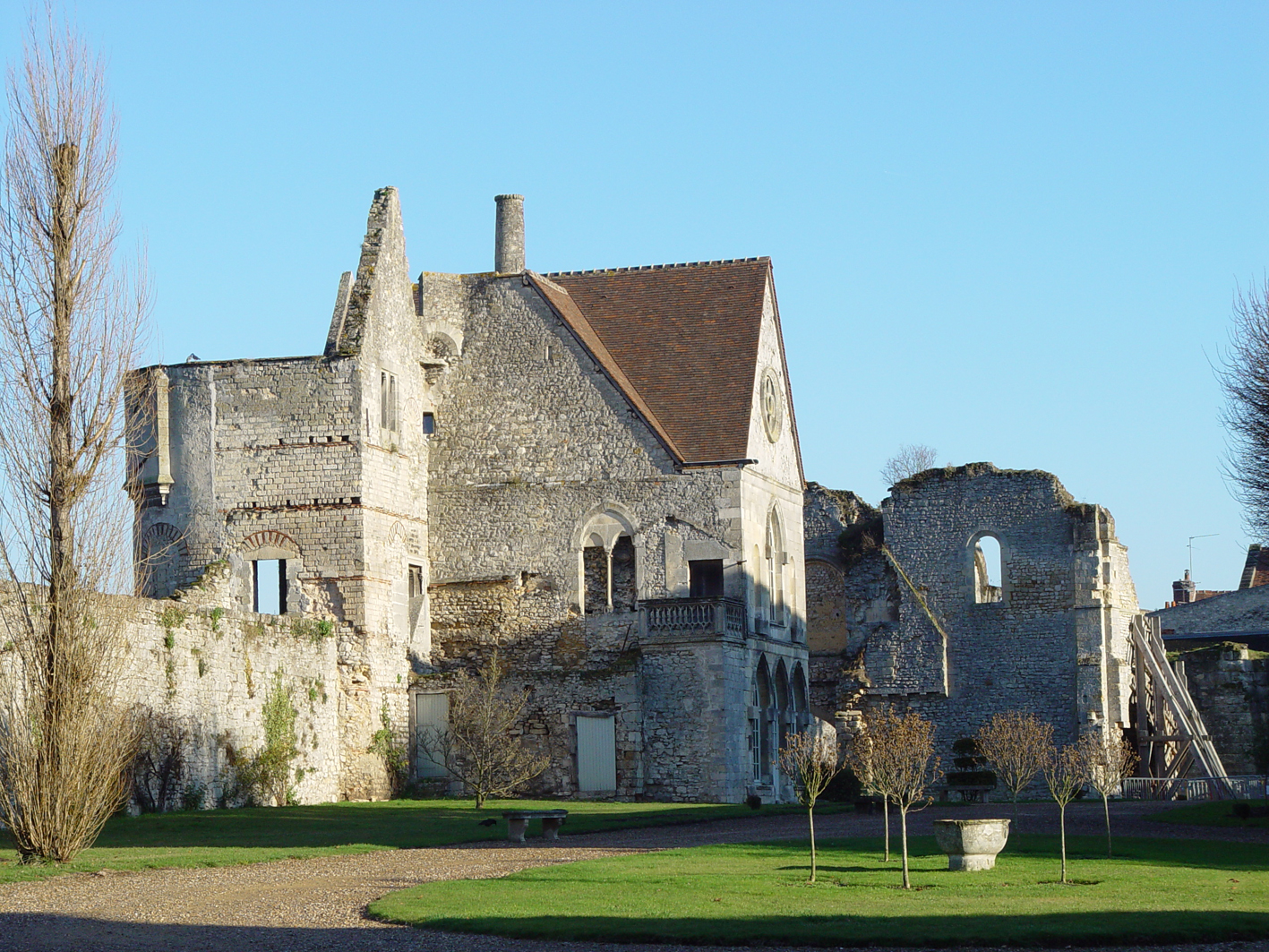
Руины королевского дворца
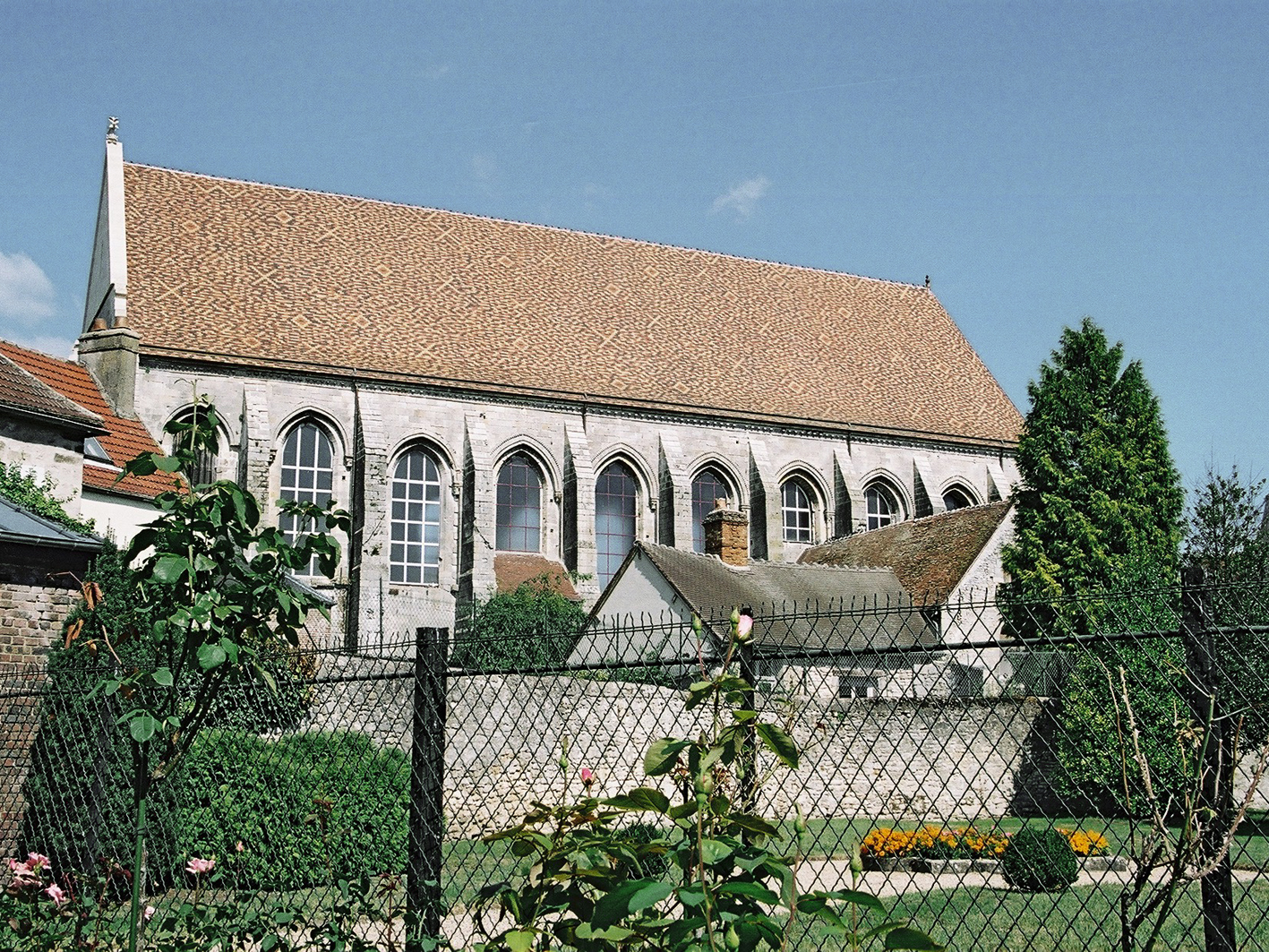
Церковь Святого Фрамбура
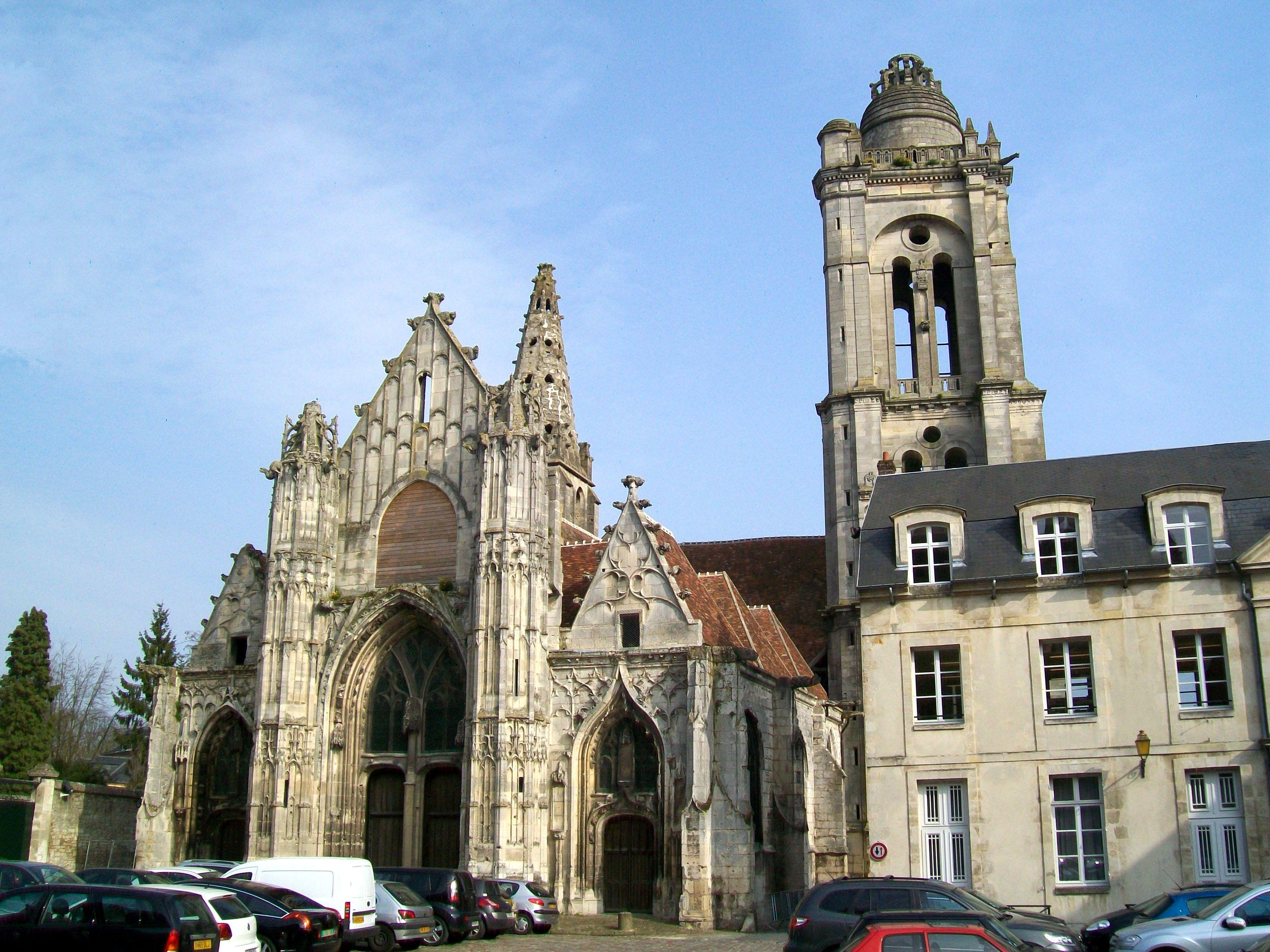
Церковь Святого Пьера
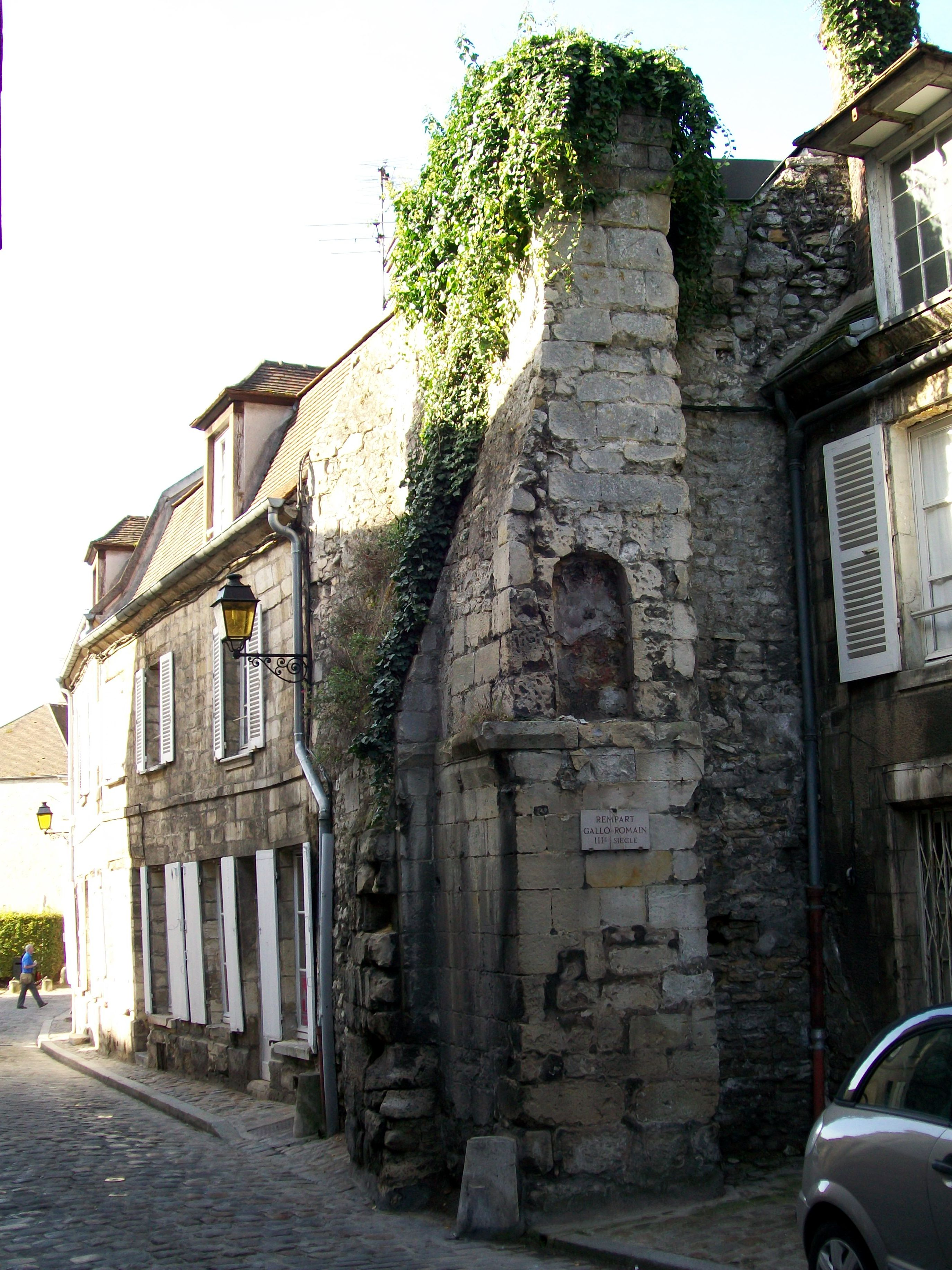
Фрагмент городских стен
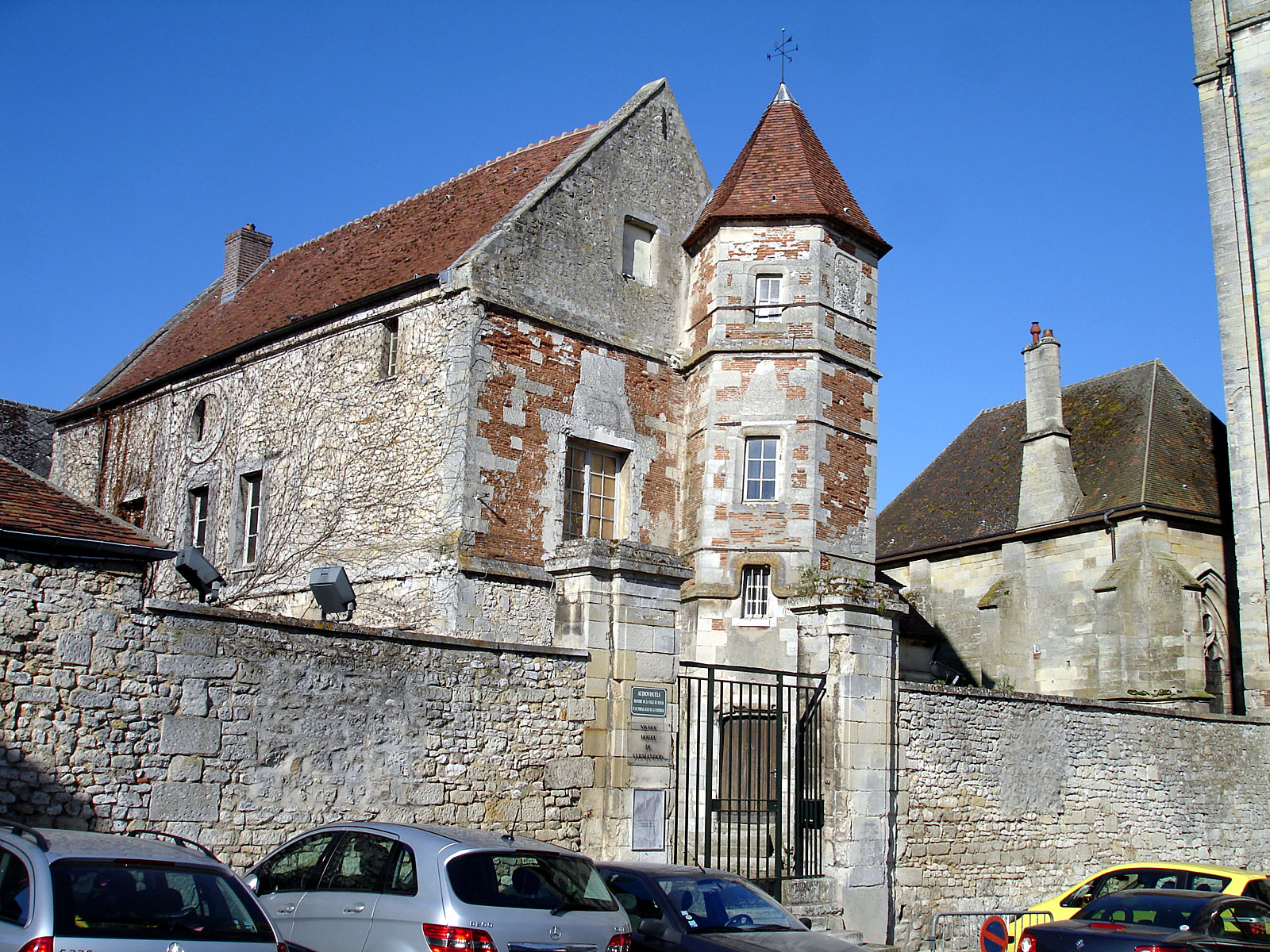
Особняк де Вермандуа
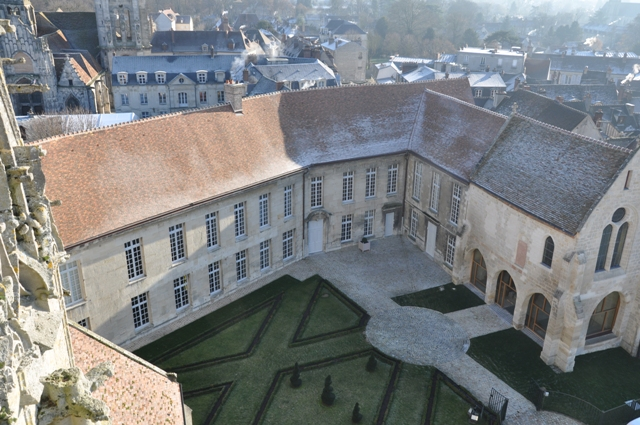
Музей искусств и археологии
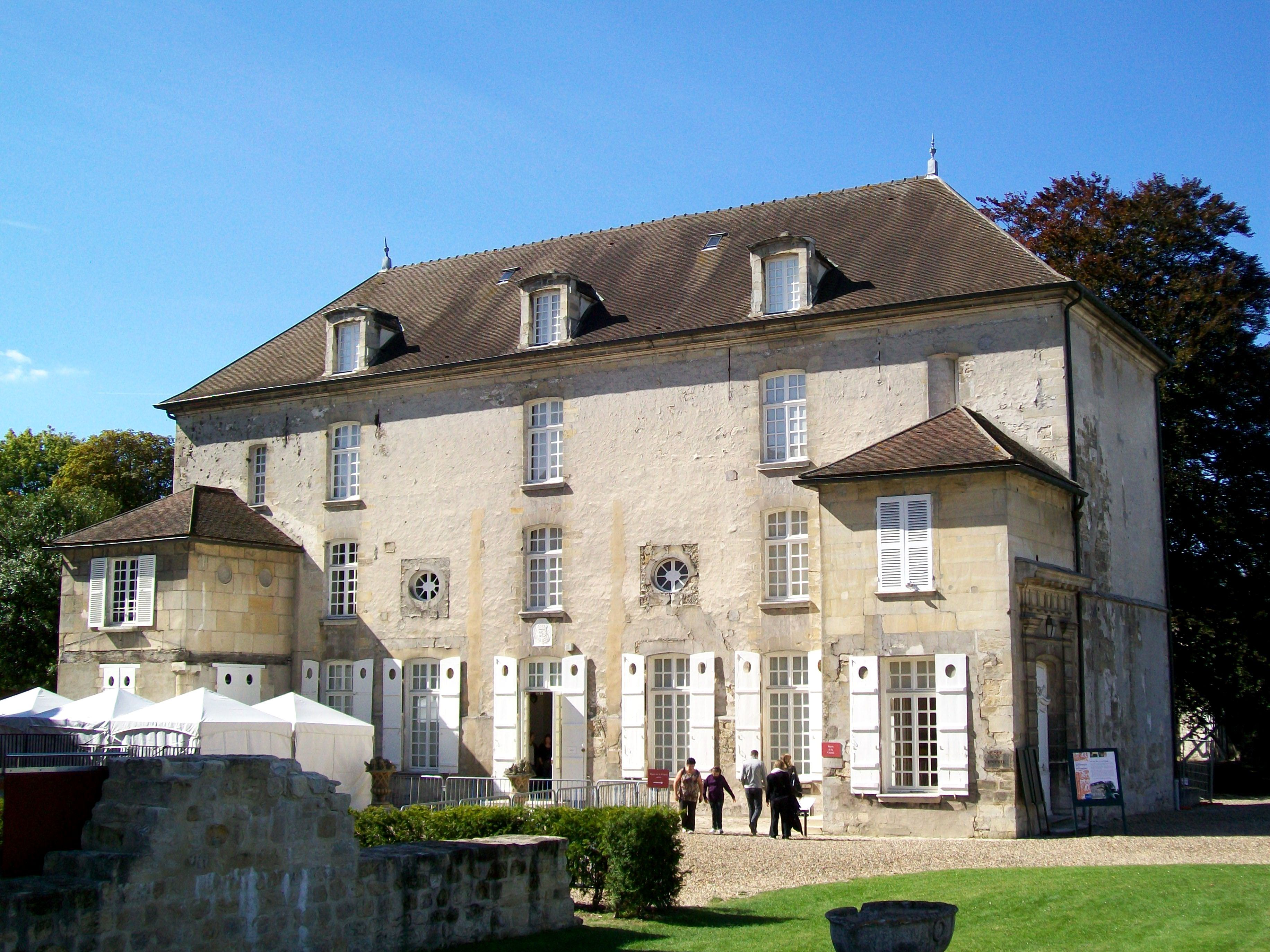
Музей охоты
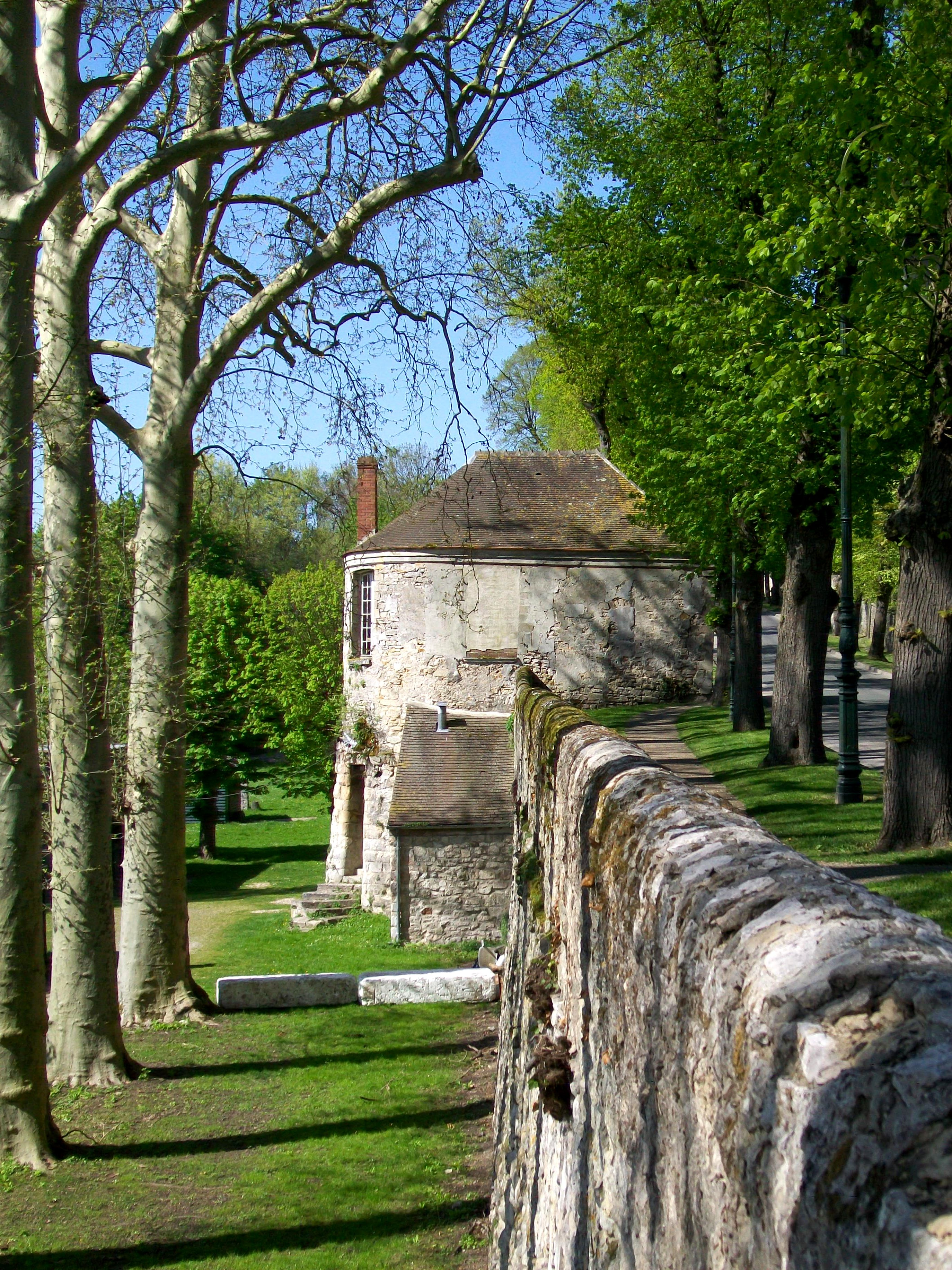
Остатки старинных укреплений
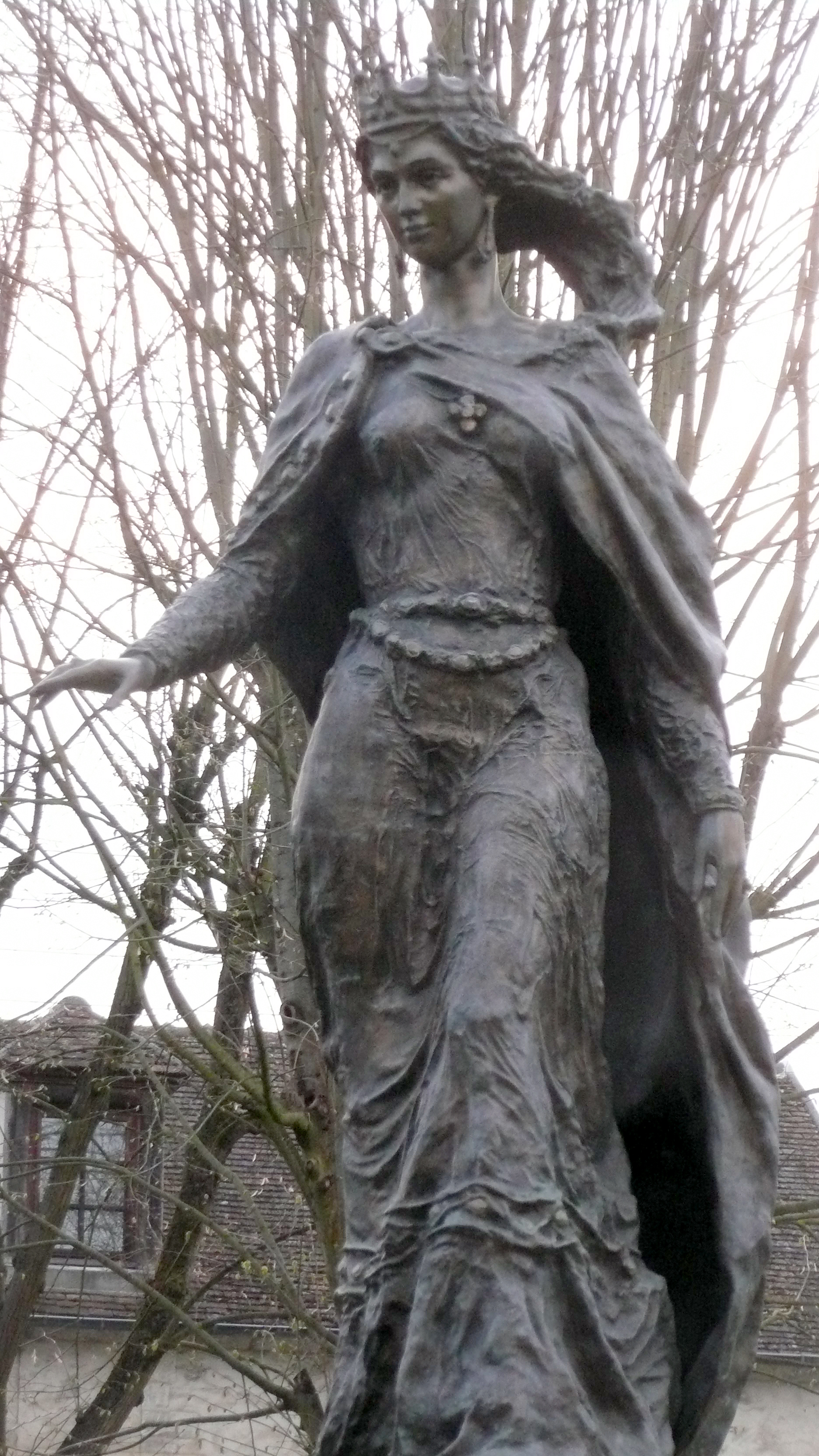
Статуя Анны Киевской в Санлисе